# Enfield Autocar

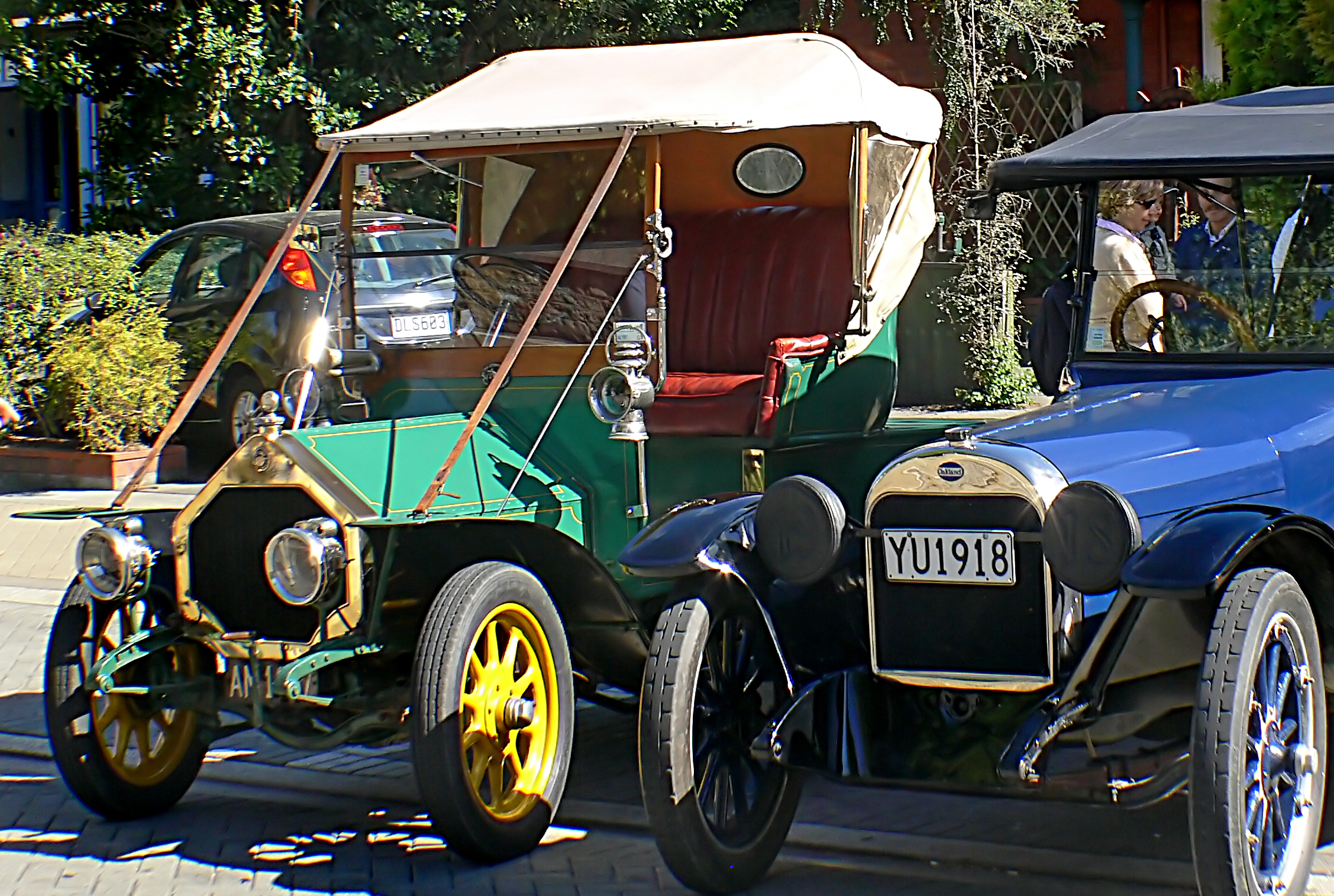
Enfield 15 von 1907 (links im Bild)

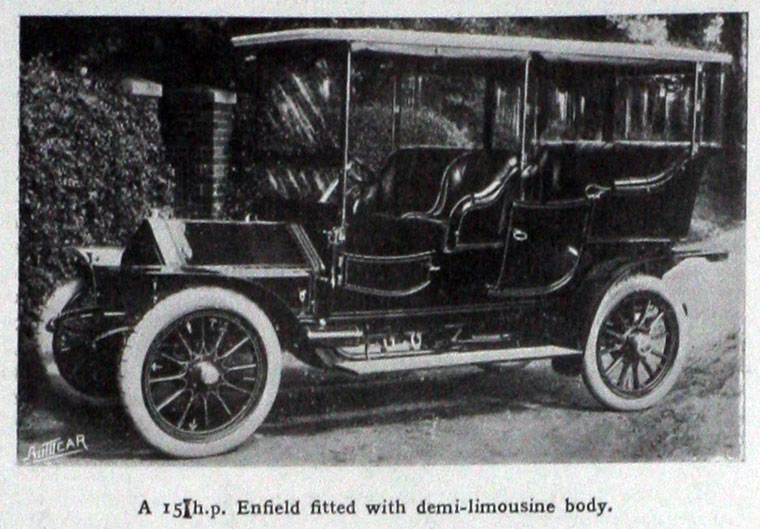
Enfield 15 HP von 1907

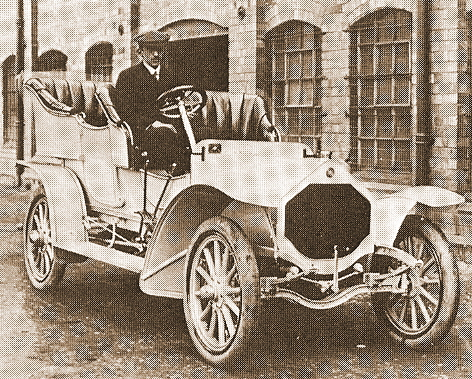
Enfield 15 HP von 1907

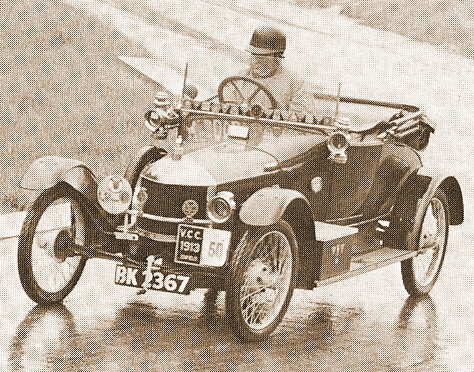
Enfield von 1913

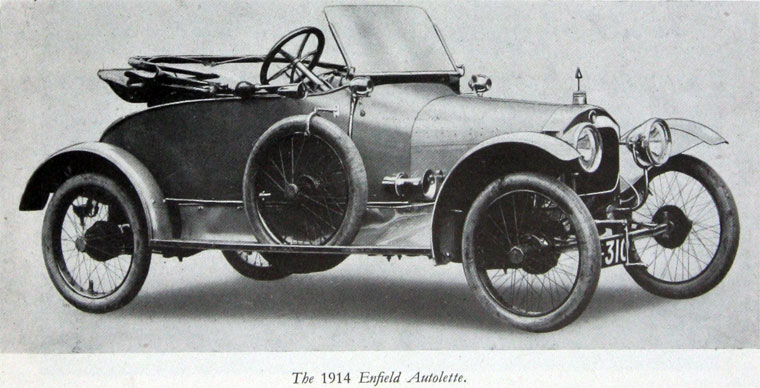
Enfield Autolette von 1914

Enfield Autocar Company war ein britischer Hersteller von Automobilen.

## Unternehmensgeschichte
Das Unternehmen wurde am 1. März 1906 gegründet. Der Sitz war in Redditch. Dazu wurde die Automobilabteilung der Enfield Cycle Company übernommen, die insbesondere Fahrräder und Motorräder der Marke Royal Enfield herstellten. Albert Eadie und E. H. Lancaster leiteten das Unternehmen zunächst. Im selben Jahr begann die Produktion von Automobilen. Der Markenname lautete Enfield.
1907 begannen finanzielle Probleme. Die Unternehmensleitung wurde ausgetauscht. 1908 erfolgte die Übernahme durch Alldays & Onions aus Birmingham, Hersteller von Fahrzeugen der Marke Alldays. Der Sitz wurde nach Birmingham verlegt. Die Produktion wurde unter Beibehaltung des Markennamens fortgesetzt und das Produktangebot nach und nach an die Alldays-Fahrzeuge angeglichen.
1915 endete die Produktion. Im November 1918 entstand als neues Unternehmen für den Automobilbau Enfield-Allday mit dem Markennamen Enfield-Allday.

## Produkte

### Pkw
Enfield stellte konventionelle Personenkraftwagen mit vorne eingebauten Zwei- und Vierzylindermotoren her. Der Hubraum der seitengesteuerten Motoren variierte zwischen 547 und 6107 cm³. Etliche der Konstruktionen stammten von Alldays.
| Modell   | Bauzeitraum | Zylinder | Hubraum (cm³) | Radstand (mm) |
| -------- | ----------- | -------- | ------------- | ------------- |
| 16/20 hp | 1906        | 4 Reihe  | 4084          |               |
| 24/30 hp | 1906–1908   | 4 Reihe  | 5881          |               |
| 15 hp    | 1907        | 4 Reihe  | 3261          | 2591          |
| 25 hp    | 1907        | 4 Reihe  | 6107          | 2997          |
| 18/22 hp | 1908–1910   | 4 Reihe  | 3261          | 2819          |
| 10 hp    | 1909–1910   | 2 Reihe  | 1630          | 2286–2438     |
| 30/35 hp | 1909–1910   | 4 Reihe  | 6107          | 3048          |
| 16 hp    | 1910–1911   | 4 Reihe  | 2510          | 2591          |
| 12 hp    | 1911        | 4 Reihe  | 1944          | 2591          |
| 20 hp    | 1911–1912   | 4 Reihe  | 3613          | 2819          |
| 12 hp    | 1912–1914   | 4 Reihe  | 2174          | 2743          |
| 14/16 hp | 1912        | 4 Reihe  | 2510          | 2743          |
| 16/20 hp | 1912–1914   | 4 Reihe  | 3016          | 2896          |
| 14,3 hp  | 1913–1916   | 4 Reihe  | 2177          | 2819          |
| 18,4 hp  | 1913–1916   | 4 Reihe  | 3012          | 3048          |
| 24,9 hp  | 1913–1916   | 4 Reihe  | 4082          | 3200          |
| 8 hp     | 1914        | 2 Reihe  | 1069          |               |
| 9 hp     | 1914        | 2 Reihe  | 547           | 2362          |
| 10 hp    | 1914–1915   | 4 Reihe  | 1094          | 2362–2438     |
| 10 hp    | 1916        | 4 Reihe  | 1169          | 2438          |

Quelle:

### Lkw
Zunächst gab es einen Lastkraftwagen mit 3 Tonnen Nutzlast. Er hatte einen Vierzylindermotor mit T-Kopf, der 25 PS leistete.
1914 erschien ein Lieferwagen mit 250 kg Nutzlast namens Parcelette auf Basis des Pkw Nimble Nine mit einem Vierzylindermotor und 1100 cm³ Hubraum.

### Busse
Für 1914 ist ein Omnibus mit 26 Sitzen überliefert.